# Aggayú solá
Aggayú Solá es una de las Deidades del Panteón Yoruba en la Religión Yoruba y Umbanda.
Su nombre proviene del Yorùbá Aginjù Solá (Aginjù: desierto - So:voz - Àlá: Cubrir), literalmente "El que cubre el desierto con su voz".

## Resumen
Aggayú Solá representa en la naturaleza al volcán, el magma, el interior de la tierra. Es el Orisha de los desiertos, de la tierra seca y de los ríos enfurecidos. Es el gigante de la Osha, es el Orisha del fuego, tiene un  carácter belicoso y colérico. Es el bastón de Obbatala. Es confundido en muchos casos con Aganjú el 6° Alafín de Òyó. 
El culto a Aggayú Solá proviene de tierra Arará y Fon.

## El Orisha
Esta Deidad es muy complicado de hacer directamente por ejemplo el Aggayu directo es una de las Deidades que tienen más ceremonias previas y esta manifestación también se puede coronar en chango con Orun para Aggayu es lo más parecido, pero con menos ceremonias previas.(cuando no se tiene conocimiento de la ceremonia directa, ya que esta práctica se realizó por la pérdida de los tratados originales).

## Diloggún
Aggayú Solá en el diloggún habla por Osá Meji (99).

## Objetos de poder
Un hacha de dos cabezas y una vara.

## Trajes
Lleva traje y pantalones de color rojo fuerte y de su cinturón cuelgan pañuelos multicolores.

## Bailes
Este Orisha levanta sus pies muy alto y da largos pasos  como si caminara sobre obstáculos. Al mismo tiempo, blande el aire con su oche. Aggayú Solá le gusta cargar a los niños sobre sus hombros.

## Familia
Hijo de Oroiña, es considerado por algunos como el padre de Shango y Orungán. Cuenta un patakies que Aggayú Solá, dueño de las corrientes del río, era un gigante poderoso y temido. Ayudaba a cruzar las aguas siempre que se le pagara por ello. Una vez, al ayudar a Iemanjá y no tener ella como pagarle, se acostó con él para no enfurecerlo. De esta unión nació Changó, aunque Aggayú no supo nada.

## Ofrendas
Se le ofrendan frutas de todo tipo, berenjenas, palanquetas de maíz tostado, melado de caña, galletas de soda con corojo o melao rojo, todo es importante ofrendárselas en grupos de 9. ( 9 galletas, 9 berenjenas...)

## Caminos de Aggayú Solá
- Aggayú Kinigua.
- Aggayú Larí.
- Aggayú Babadina.
- Aggayú Aggarí.

## Sincretismo
El sincretismo fue un proceso originado por la sobrevivencia de una cultura y una creencia: una mezcla de elementos, funciones y dioses, en la cual los esclavos africanos fingían aceptar las imágenes del Catolicismo a través de una simple semejanza. Así nacieron las diferentes dominaciones, la sincretización de los diferentes cultos africanos y la religión católica, como producto de un proceso natural y lógico; así nació la Regla de Ocha o Santería.
| St. Católicos                   | Kimbisa                                           | Mayombe                                           | Abakuá | Brillumba                                         | Arará | Iyesá | Gangá |
| S. Cristóbal S. Miguel Arcángel | Quendú Brazo Fuerte Bola del Mundo Cabo de Guerra | Quendú Brazo Fuerte Bola del Mundo Cabo de Guerra | (?)    | Quendú Brazo Fuerte Bola del Mundo Cabo de Guerra | (?)   | (?)   | (?)   |

## Libros
- Charles Spencer King (Traducido por Gabriel Ernesto Arévalo Luna), IFA Y Los Orishas: La religión Antigua De La Naturaleza. ISBN 1-46102-898-1